# Municipio de Santiago Niltepec
El municipio de Santiago Niltepec es uno de los 570 municipios que conforman al estado mexicano de Oaxaca. Pertenece al distrito de Juchitán, dentro de la región istmo. Su cabecera es la localidad homónima.

## Geografía
El municipio abarca 549.444 kilómetros cuadaros y se encuentra a una altitud que oscila entre los 0 y los 900 metro sobre el nivel del mar, sus coordenadas geográficas extremas son 16°24′ - 16°39′ de latitud norte y 94°24′ - 94°48′ de longitud oeste. Se encuentra localizado en el sureste del estado, en la región del istmo de Tehuantepec.
Colinda al norte con el municipio de San Miguel Chimalapa, al este con el municipio de Santo Domingo Zanatepec, al sureste y sur con el municipio de San Francisco Ixhuatán y al suroeste con el municipio de San Dionisio del Mar y con el municipio de Heroica Ciudad de Juchitán de Zaragoza,  y al oeste con el municipio de Unión Hidalgo y con el municipio de Santo Domingo Ingenio.

## Demografía
La población total del municipio de acuerdo con el Censo de Población y Vivienda realizado en 2010 por el Instituto Nacional de Estadística y Geografía, es de 5 353 habitantes, de los que 2 655 son hombres y 2 698 son mujeres.
La densidad de población asciende a un total de 9.74 personas por kilómetro cuadrado.

### Localidades
El municipio se encuentra formado por 32 localidades, las principales y su población de acuerdo al censo de 2020  son:
| Localidad              | Población |
| Total Municipio        | 5 353     |
| Santiago Niltepec      | 3 173     |
| El Zopilote (Teotepec) | 375       |
| Santo Domingo          | 325       |
| Cazadero Arriba        | 294       |
| Cazadero Abajo         | 273       |

## Política
El gobierno del municipio de Santiago Niltepec es electo mediante el principio de partidos políticos, con en la gran mayoría de los municipios de México. El gobierno le corresponde al ayuntamiento, conformado por el presidente municipal, un síndico y el cabildo integrado por cinco regidores. Todos son electos mediante voto universal, directo y secreto para un periodo de tres años que pueden ser renovables para un periodo adicional inmediato.

### Representación legislativa
Para la elección de diputados locales al Congreso de Oaxaca y de diputados federales a la Cámara de Diputados federal, el municipio de Santiago Niltepec se encuentra integrado en los siguientes distritos electorales:
Local:
- Distrito electoral local de 11 de Oaxaca con cabecera en Matías Romero Avendaño.[5]

Federal:
- Distrito electoral federal 7 de Oaxaca con cabecera en Ciudad Ixtepec.[6]

## Presidentes municipales
| Nombre                | Período     | Partido | Partido                            |
| --------------------- | ----------- | ------- | ---------------------------------- |
| Froylan Medina Santos | 2022 - 2024 |         | Movimiento Regeneración Nacional   |
| Shen-Yu Chiu Meza     | 2025 - 2027 |         | Partido Verde Ecologista de México |